# Proscelotes aenea
Proscelotes aenea är en ödleart som beskrevs av  Barbour och LOVERIDGE 1928. Proscelotes aenea ingår i släktet Proscelotes och familjen skinkar.
Artens utbredningsområde är Moçambique. Inga underarter finns listade i Catalogue of Life.